# Лист із 45-го
«Лист із 45-го» (російською мовою) — пісня-фіналіст (1983 р.) телевізійного фестивалю «Пісня року» в СРСР, потім у Росії. Автор музики — Ігор Лученок, білоруський композитор, педагог, народний артист СРСР (1987). Автор слів — Михайло Ясень (справжнє ім'я — Михайло Аронович Гольдман), білоруський поет-пісняр. 
Уперше пісня прозвучала в ефірі 30 грудня 1983 року під акомпанемент естрадно-симфонічного оркестру Центрального телебачення і Всесоюзного радіо, диригент — Олександр Михайлов, у виконанні народного артиста Білорусі, заслуженого артиста Російської Федерації Ярослава Євдокимова й Московського хору молоді і студентів (лауреата Премії Ленінського комсомолу), художній керівник — проф. Борис Тевлін (заслужений діяч мистецтв Російської Федерації, лауреат Премії Ленінського комсомолу) у концертній студії «Останкіно» у заключному концерті Всесоюзного телевізійного фестивалю радянської пісні «Пісня року».

## Історія пісні
Важливо не забувати про подвиги, про великі перемоги, про важкі фронтові дороги дідів і батьків. Щоб молоде покоління знало істину про наших простих людей — із якими думками вони йшли у бій, чому не шкодували ні власної крові, ні власного життя, щоб наблизити довгоочікувану перемогу. 
Вірші й пісні Михайла Ясеня, проникливого, ліричного поета, знають, люблять і досі, незважаючи на те, що багато його творів присвячені воєнній темі. Поезія цієї людини означена високим патріотичним звучанням. У ній зображено героїзм людей, оспівано непохитність людського духу. 
Можливо більш емоційного «репортажу» із далеких часів Другої світової, ніж пісні Михайла Ясеня, нема. «Лист із 45-го», «Травневий вальс» та ще десятки творів, які написав Михайло Аронович у співавторстві із найкращими білоруськими композиторами.  
Михайло Ясень щиро і з великим почуттям розповідає про історію своєї, як він вважає, найкращої пісні. Вона називається «Лист із 45-го»:
| «Чесне слово, не пам'ятаю, як я прийшов до своєї головної надзвичайної пісні. Десь в архіві збереглася чернетка із моєю першою назвою «Ти подивись, який я молодий». Пісня антивоєнна, романтична й водночас патріотична, в якій готовність захищати Батьківщину до кінця поєднувалась із величезною любов'ю до життя, де жорсткі битви, в яких гинула молодь, відбувались навесні, сонячній, квітучій... Це була пісня-заповіт: берегти мир, прекрасний світ навколо нас, берегти життя... Десь у мене у підсвідомості, інтуїтивно, прийшли й вишикувались рядки, сюжет і ритміка пісні. Мабуть, було це тоді, коли я переглядав свої, воєнних літ фото... Я уже не пам'ятаю. Пам'ятаю лише, що це було у 1982 році, восени, а, можливо, й у 1981-му...».[2] Оригінальний текст (рос.) «Честное слово, не помню, как я пришел к своей главной, замечательной песне. Где-то в архиве сохранился ее черновик с моим первым названием «Ты посмотри, какой я молодой». Песня антивоенная, романтическая и в то же время патриотическая, в которой готовность защищать Родину до конца сочеталась с огромной любовью к жизни, где жестокие сражения, в которых гибла молодежь, происходили во время весны, солнечной, цветущей… Это была песня-завещание: беречь мир, прекрасный мир вокруг нас, беречь жизнь… Где-то у меня в подсознании, по наитию, пришли и выстроились строки, сюжет и ритмика песни. Наверное, было это тогда, когда я рассматривал свои, военных лет, фото… Я уже не помню. Помню только, что это было в 1982 году, осенью, а, может, и в 1981-м…». |
Автор прочитав поезію своїм найкращим друзям Вілі й Аллі Хмельникам. Вони були розчулені почутим. Порадили віддати вірш Ігореві Лученку.
| «Вдома я думав, довго й важко. Після тривалих роздумів я зателефонував Лученкові й запропонував вірш. Він одразу сказав: — Принось! — Ми розпочали працювати».[2] Оригінальний текст (рос.) «Дома я думал, долго и мучительно. После тяжелых раздумий я позвонил Лученку и предложил стихи. Он сразу сказал: — Приноси! — Мы стали работать». |
Романтичні образи не заперечують яскравих реалістичних рис, і в цьому сила поезії Михайла Ясеня. Класичним прикладом такого симбіозу романтичного й реалістичного є «Лист із 45-го», де оспівано подвиг героїв війни. Палка любов до рідної домівки і до всієї Батьківщини, тонка поетичність душі, відданість землі й народу переростають у гнів, хоробрість, непримиренність, коли мова йде про ворогів. Це синтез хоробрості й мужності воїна-патріота. 
Із цього твору прийдешні покоління пізнаватимуть героїчний період війни, епоху викорінення найстрашнішої біди в історії людства — фашизму, який завдав країні величезної шкоди, але духу людей не зламав. Навпаки, у битві з ворогом проявились високі моральні якості безсметрного народу, котрий виборював право на життя і щастя. І прекрасне почуття наповнює землю знову. 
Вірш поліфонічний, як музичний твір. Ритміка й мелодика розповіді, незважаючи на невеликий обсяг твору, різноманітна й мінлива. 
Зі спогадів М.Ясеня:
| «Одного дня Лученок повідомив мені, що вирішив віддати пісню Ярославові Євдокимову, тоді солістові ансамблю Білоруського військового округу, котрий і виконав її».[2] Оригінальний текст (рос.) «В один из дней Лученок сообщил мне, что решил дать песню Ярославу Евдокимову, тогда солисту ансамбля БВО, который и исполнил ее». |
Не кожен хороший текст може «зазвучати» так, що сприйматиметься піснею. Відомий такий секрет Ярославові Євдокимову. У його виконанні твір набув особливої естетичної сили й краси. Хоч пісня дуже нелегко далася артистові. Багато сил, терпіння й витримки потрібно було виконавцеві, щоб міцно «зістикувати» декламаційну й розспівну частини цього твору й досягти високої якості звучання під час запису на радіо. Виконання Ярослава Євдокимова вважається найкращим.
Зі спогадів Я.Євдокимова:

| «Одного разу мені довелося співати в Боровлянах, у госпіталі для інвалідів Вітчизняної війни. Співав їм цю саму... «Лист із сорок п'ятого». У залі – моторошна тиша. У залі – люди без рук, без ніг. Вони дивилися на мене і... плакали. Я не доспівав... не доспівав до кінця, сам розплакався... Після цього так проживаю ці пісні – бачу ті очі покалічених війною солдатів».[5] Оригінальний текст (рос.) «Однажды мне довелось петь в Боровлянах, в госпитале для инвалидов Отечественной войны. Пел им вот эту самую... «Письмо из сорок пятого». В зале – жуткая тишина. В зале – люди без рук, без ног. Они смотрели на меня и... плакали. Я не допел... не допел до конца, сам расплакался... После этого так проживаю эти песни – вижу те глаза искалеченных войной солдат». |
Щира пісня-звернення світлим болем зворушує душу і виконавця, і слухачів. Вона зачаровує, захоплює суворою правдивістю. На радіо й телебачення ринув потік листів, у яких висловлювали захоплення виконанням. 
Зі спогадів автора:
| «Одного дня Олесь Ставер і Лученок підвозили мене машиною додому. — Чи розумієш ти, — сказав Олесь Лученкові, — що за музику до пісні ти написав? Її опублікували усі республіканські газети: «Радянська Білорусь», «На славу Батьківщини» та ін.».[2] Оригінальний текст (рос.) «Однажды Алесь Ставер и Лученок подвозили меня на машине домой. — Понимаешь ли ты, — сказал Алесь Лученку, — что за музыку к песне ты написал? Ее публиковали все республиканские газеты: «Советская Белоруссия», «Во славу Родины» и другие». |
Ім'я народного артиста Білоруської РСР і СРСР композитора Ігоря Лученка відоме у різних країнах світу. Він вписав яскраву сторінку в історію пісенної культури XX століття, створив колоритні й змістовні твори, які відобразили подих епохи та імпульсивне життя сучасників. Пісні І.Лученка увійшли до скарбниці білоруської музичної культури, розкривши нову грань у цьому жанрі музичного мистецтва. Його твори виконують артисти білоруської та російської естради, вони постійно звучать як на Батьківщині композитора, так і далеко за межами Білорусі. 
Ігор Лученок працює у різних жанрах — вокально-симфонічному, камерно-інструментальному, камерно-вокальному. Основна образна сфера його творчості лірико-романтична. Музиці властиві мелодійність і національна самобутність. 
Твори композитора торкають найпотаємніші струни серця, пробуджують добро, світло й любов. Його пісні прославляють сім'ю, батьківський дім, Батьківщину. До класики пісень про Другу світову війну ввійшла його пісня «Лист із 45-го». Уже більше тридцяти років цій перлині пісенної творчості, а вона як і раніше входить до кожної хати, світиться любов'ю юності.
Не одноразово фірма «Мелодія» видавала цю пісню. Вперше на платівку її записав Ярослав Євдокимов(І. ЛУЧЕНОК: «Пісні й інструментальна музика»).  Пісню публікували у пресі, у різноманітних виданнях, щоденно звучала на радіо й телебаченні. Її виконували на концертах провідні артисти країни, у тому числі Едуард Хіль, Юрій Богатіков та інші відомі виконавці. 
Зі спогадів М.Ясеня: 

| «Одного разу газета «Правда» надрукувала статтю про концерт чудового співака народного артиста СРСР Бориса Зайцева. Кульмінацією стала пісня «Лист із 45-го», котру виконав незрячий і на протезах Зайцев».[2] Оригінальний текст (рос.) «Как-то газета «Правда» поместила полосу о концерте замечательного певца, народного артиста СССР Бориса Зайцева. Кульминацией концерта стала песня «Письмо из 45-го», которую пел слепой и на протезах Зайцев». |
Тим часом пісня «Лист із 45-го» ставала воістину народною й обростала легендами. «Газета «Ізвєстія» опублікувала статтю під такою ж назвою. У ній розповідалось, як американський ветеран війни, почувши в Чикаго цю пісню, розхвилювався й вирішив розшукати свого бойового товариша із Росії. Друзі, що зустрічалися у 1945 році на Ельбі, 40 років по тому знову зустрілись — завдяки цій пісні.
Михайло Ясень згадував:

| «Пісня не принесла мені нічого, окрім глибокого й дуже важливого задоволення, усвідомлення виконаного обов'язку перед тими, із ким разом воював у грізний для Батьківщини час!»[2] Оригінальний текст (рос.) «Песня не принесла мне ничего, кроме глубокого и очень важного удовлетворения, сознания выполненного долга перед теми, с кем вместе воевал в грозное для Родины время!» |
Пісня «Лист із 45-го» витримала суворий іспит часом, назавжди увійшла до золотого фонду пісенної Білорусі, а також до антології шедеврів пісень про Велику перемогу. 
Сьогодні вона вважається надбанням мистецтва.
Заголовок твору, котрий передає драматичний зміст, став назвою книги пісень і віршів поета, а також радіопередач і рубрик.
На прохання Михайла Фінберга поет переклав текст пісні білоруською мовою для виконання вокалістами державного концертного оркестру Білорусі.

## Відомі виконавці

### Відеозаписи
- Ярослав Євдокимов  [Архівовано 7 грудня 2015 у Wayback Machine.]
- Едуард Хіль
- Володимир Провалінський  [Архівовано 15 березня 2016 у Wayback Machine.]
- Михайло Кізін
- Віктор Циркунович  [Архівовано 26 березня 2016 у Wayback Machine.]
- Йосип Кобзон
- Олег Непряхін
- Олег Дудко  [Архівовано 16 березня 2016 у Wayback Machine.]
- Дмитро Тодорюк і група «Авіатор»  [Архівовано 2 квітня 2016 у Wayback Machine.]
- Філіп Модестов  [Архівовано 28 березня 2016 у Wayback Machine.]
- Вячеслав Черногоров  [Архівовано 1 квітня 2016 у Wayback Machine.]

### Аудіозаписи
- Ярослав Євдокимов[9]
- Михайло Кізін[10]
- Едуард Хіль[11]